# Día de Namibia
El Día de los Héroes es un día festivo nacional en Namibia. Es reconocido por las Naciones Unidas como Día de Namibia. Celebrado anualmente el 26 de agosto, el día conmemora la Guerra de Independencia de Namibia que comenzó el 26 de agosto de 1966 en Omugulugwombashe.

## Origen

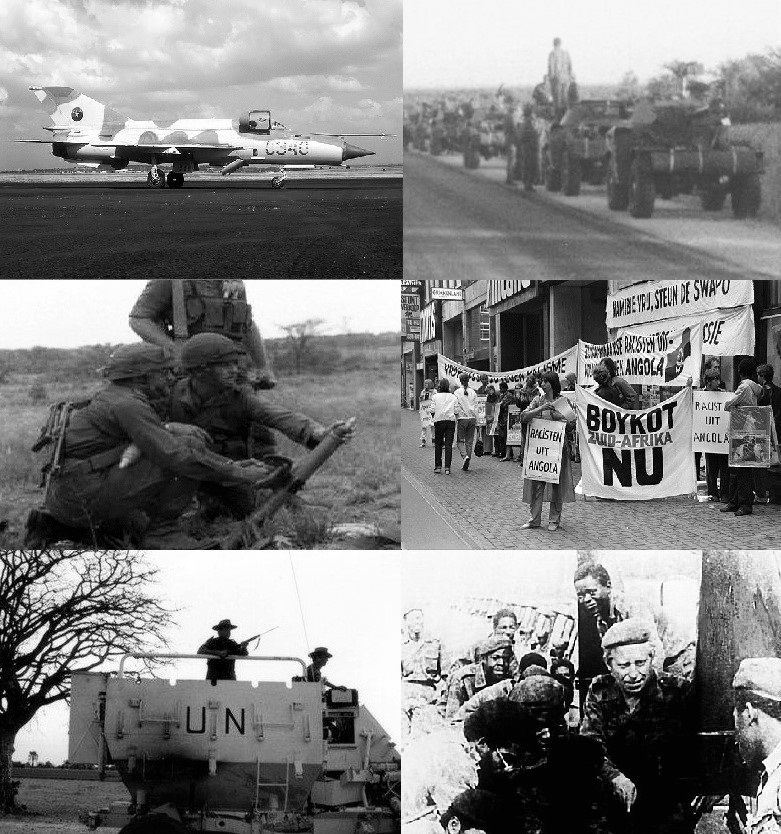
Montaje de la guerra de la frontera sudafricana.

Namibia (rayada) como parte de Sudáfrica.

En 1966, la Asamblea General de las Naciones Unidas revocó el mandato de Sudáfrica de gobernar el África del Sudoeste y lo colocó bajo la administración directa de la ONU. Sudáfrica se negó a reconocer esta resolución. La Organización del Pueblo de África del Sudoeste (SWAPO) en ese momento se preparó para la resistencia armada y fundó su ala armada, el Ejército Popular de Liberación de Namibia (PLAN) en 1962. Muchos de sus antiguos comandantes estaban en el exilio pero PLAN comenzó a infiltrarse en el al norte de Namibia para establecer campos de entrenamiento. Omugulugwombashe fue uno de esos campos de entrenamiento, establecido en junio de 1966 por el comandante del PLAN John Ya Otto Nankudhu. El grupo bajo Nankudhu acababa de comenzar a construir estructuras defensivas y planeó entrenar a unos 90 soldados allí.
El 26 de agosto de 1966, ocho helicópteros de la Fuerzas de Defensa de Sudáfrica atacaron a los guerrilleros en Omugulugwombashe. En el momento del ataque solo había 17 soldados en el campo. Fue la primera batalla armada de la Guerra.
En conmemoración del día, el 26 de agosto es un día festivo en Namibia. Las Naciones Unidas lo reconocen como el Día de Namibia, pero los namibios se refieren a él como el Día de los Héroes.